# Manu Dibango
Manu N'Djocké Dibango, född 12 december 1933 i Douala, död 24 mars 2020 i Paris, var en kamerunsk saxofon- och vibrafonspelare. Han utvecklade en musikstil genom att slå samman jazz och traditionell kamerunsk musik, och han är Kameruns och enligt vissa Afrikas mest kända jazzsaxofonist. Han har på senare år bosatt sig i Frankrike, där han 1986 fick motta utmärkelsen Chevalier des arts et des lettres.

## Biografi
Dibango är via fadern medlem i den etniska gruppen yabassi, även om hans mamma tillhörde folkslaget duala. Fadern var statstjänsteman, medan modern föddes i staden Douala. Douala är en hamnstad, och via Frankrikes flotta introducerades (på 1940-talet) jazz och annan västerländsk musik i den lokala stadsmiljön. 1949 skickades han till Frankrike för fortsättningsstudier och fick samtidigt mer exponering för tidens jazz, inklusive Louis Armstrong. Skolans musiklärare lät den unge Dibango spela piano på ledig tid.
Under 1950-talet inledde Dibango ett liv som kringresande musiker. Han bodde och framträdde i länder som Frankrike, Belgien, Jamaica, Zaire, Elfenbenskusten och hemlandet Kamerun. 1960 var Dibango med om att bilda det kongolesiska bandet African Jazz, med vilket han spelade under fem års tid.
Manu Dibango fick stor internationell uppmärksamhet 1972, då han gav ut Soul Makossa. Albumet hade dock mycket lite egentligt "makossa-sound" i sig. Däremot klassas singeln "Soul Makossa" ibland som den första discoinspelningen; sången innehåller orden makossa som betyder "(Jag) dansar" på hans modersmål duala. Melodin har influerat flera popmusikhits, exempelvis Michael Jacksons "Wanna be startin' somethin", The Fugees' "Cowboys" och Rihannas "Don't Stop the Music".
Därefter fick Dibango singelframgångar med bland annat "Seventies" och "Ibida".
Dibangos produktion är både stor och av många skilda slag, han har under sin karriär samarbetat med många olika musiker. Dessa inkluderar Fania All-Stars, Fela Kuti, Herbie Hancock, Bill Laswell, Bernie Worrell, Ladysmith Black Mambazo, Don Cherry och Sly and Robbie. År 1998 spelade han in albumet CubAfrica med den kubanska artisten Eliades Ochoa. 
Vid sidan av sin roll som en av sin generations ledande jazzsaxofonister har Dibango även verkat som nattklubbsägare, dirigerat orkestrar och grundat en av de första afrikanska musiktidskrifterna. 1989 publicerades hans självbiografi Trois kilos de café, fem år sedan översatt till engelska under titeln Three Kilos of Coffee och författad tillsammans med den franska journalisten Daniell Rouard.
Dibango har på senare år bosatt sig i Frankrike. Han fick 1986 motta utmärkelsen Chevalier des arts et des lettres av det franska kulturministeriet.
Manu Dibango avled 24 mars 2020 på  ett sjukhus i Paris i sviterna av efter att ha smittats av coronavirus.

## Diskografi (urval)
- Soul Makossa (1972) Unidisc
- O Boso (1973) London/PolyGram Records
- Makossa Man (1974) Atlantic Records
- Makossa Music (1975)
- Manu 76 (1976) Decca/PolyGram Records
- Super Kumba (1976) Decca/PolyGram Records
- Ceddo O.S.T (1977) Fiesta Records
- A l'Olympia (1978) Fiesta Records
- Afrovision (1978) Mango/Island/PolyGram Records
- Sun Explosion (1978) Decca/PolyGram Records
- Gone Clear (1980) Mango/Island/PolyGram Records
- Ambassador (1981) Mango/Island/PolyGram Records
- Waka Juju (1982) Polydor/PolyGram Records
- Mboa (1982) Sonodisc/Afrovision
- Electric Africa (1985) Celluloid
- Afrijazzy (1986)
- Deliverance (1989) Afro Rhythmes
- Happy Feeling (1989) Stern's
- Rasta Souvenir (1989) Disque Esperance
- Polysonik (1992)
- Live '91 (1994) Stern's Music
- Wakafrika (1994) Giant/Warner Bros. Records
- CubAfrica (tillsammans med Eliades Ochoa) (1998)
- African Wodoo (2008)